# تشانغ شو
تشانغ شو (بالصينية: 张旭) هو عالم أعصاب صيني، ولد في 1961.